# Günther Ludwig (Politiker)
Günther Ludwig (* 31. August 1899 in Friedenau; † 4. November 1971 in Berlin) war ein deutscher Politiker der DDR-Blockpartei NDPD und Berufssoldat. Er war von 1949 bis 1950 Abgeordneter der Provisorischen Volkskammer der DDR und gehörte von 1950 bis 1952 dem Landtag von Mecklenburg und als Minister mehreren Regierungen des Landes an.

## Leben

### Ausbildung und Militärkarriere
Günther Ludwig war ein Sohn des Berufssoldaten Max Ludwig. Nachdem er mehrfach die Schule gewechselt hatte, begann er 1912 ebenfalls eine militärische Ausbildung und schloss 1917 mit einem Examen an der Hauptkadettenanstalt in Berlin-Lichterfelde ab. Im Anschluss trat er als Fähnrich in das Fußartillerie-Regiment Nr. 18 ein und nahm im Ersten Weltkrieg am Kriegseinsatz in Frankreich teil, wo er im Jahr darauf zum Leutnant befördert wurde. Nach Ende des Krieges diente er beim Grenzschutz Ost in Graudenz und ab 1919 in der Fahrabteilung 2 in Altdamm. 1920 wurde er aus dem Heer entlassen.
Von 1920 bis 1922 studierte Ludwig Chemie, Rechtswissenschaft und Nationalökonomie an der Albertus-Universität Königsberg. Seit 1920 gehörte er der Burschenschaft Gothia Königsberg an. Er erlangte jedoch keinen Universitätsabschluss und nahm stattdessen wieder seine Militärkarriere auf. Er bildete sich an der Artillerieschule in Jüterbog fort und diente bis 1925 im Artillerie-Regiment 1 in Allenstein. Im Anschluss lehrte er an der Berliner Heeres-Gasschutzschule und wurde dort 1926 zum Oberleutnant befördert. Danach wurde er Zugführer im Artillerie-Regiment 1. Von 1928 bis 1930 war er Lehrer an der Heeressportschule Wünsdorf. 1933 wurde er vom Artillerie-Regiment 1 in Allenstein zum Artillerie-Regiment 37 in Rastenburg versetzt, wo er zum Hauptmann und Batterieführer befördert wurde. Als Major lehrte er von 1935 bis 1938 Artilleriewesen an der Kriegsschule Dresden.

### Zweiter Weltkrieg und Kriegsgefangenschaft
Von 1939 bis 1940 war Ludwig Abteilungskommandeur im Artillerie-Regiment 69 in Mannheim. Nach einem Kriegseinsatz in Frankreich wurde er zum Oberstleutnant befördert und war Referent für den Artillerie-Einsatz im Stab der 1. Armee. Nunmehr als Oberst nahm er 1942 als Kommandeur des Panzer-Artillerie-Regiments 4 erneut an Kampfhandlungen im Zweiten Weltkrieg teil und wurde danach mit dem Deutschen Kreuz in Gold ausgezeichnet.
Zur Kapitulation des Armeestabes in Stalingrad schreibt Ludwig, dass er am 30. Januar 1943 mit minimalen Kräften eine Ruinenreihe verteidigte, die in einer Entfernung von etwa 100 m vom Gefechtsstand des Oberbefehlshabers Paulus  lag. Durch den Chef der 6. Armee, General Schmidt, erhielt Ludwig an diesem Tag den Auftrag , >>unter allen Umständen zu verhindern, daß der Russe den >Roten Platz< betritt oder der Oberbefehlshaber (Paulus) in der Nacht in seinem Gefechtsstand ausgehoben wird.<<  Ludwig „verfügte aber nur über etwa 50 Mann, die in der Lage waren, ein Gewehr notdürftig noch in der Hand halten zu können. Der Auftrag war undurchführbar.“ Ludwigs „Einwendungen fanden bei General Schmidt kein Gehör, der Auftrag blieb bestehen.“  Um 18 Uhr deutscher Zeit schoben sich bis auf fünf  Meter drei russische Panzer vor Ludwigs Gefechtsstand. Er wurde namentlich aufgefordert, den Gefechtsstand innerhalb von 10 Minuten zu räumen. Da er  außer Gewehren und Pistolen keine Abwehrmittel mehr hatte, entschloss er sich, um die zahllosen Verwundeten in den Kellerräumen zu schützen, mit den Russen Verhandlungen aufzunehmen. Mit seinem Adjutanten und Ordonnanzoffizier nahm er als Parlamentär Verbindung  zum Bataillonskommandeurs der 29. Division auf und bat darum, Abstand zu nehmen von einer Feuereröffnung durch die Panzer vor seinem Gefechtsstand. Er vereinbarte mit dem örtlichen russischen Kommandeur eine Waffenruhe bis zum Hellwerden um 4 Uhr morgens. „Nur auf diese Weise war ein aussichtsloser Kampf um den Gefechtsstand Paulus zu verhindern.“ Als er wieder in seinem Gefechtsstand war, wurde er von einem Offizier im Auftrag von General Schmidt zur Armee geführt. General Schmidt empfing ihn im Beisein des Generals Roske. Ludwig berichtete, „daß ein Parlamentär aus dem Theater heraus mich angesprochen habe“ und wurde während dieser Bemerkung daraufhin plötzlich „spontan unter heftigen Armbewegungen unterbrochen mit den Worten: >> Zu Ihnen kommen Parlamentäre, warum kommt keiner zu uns“<<  Es klang wie ein Hilfeschrei.„Ludwig war sprachlos und bot Schmidt an: >>Wenn es sich nur darum handelt, Herr General, dann verpflichte ich mich, daß morgen früh um 8 Uhr ein Parlamentär hier vor diesem Hause steht.<<“  „>>Einverstanden!<< General Schmidt war wie ausgewechselt. Lebhaft, fast freudig erregt, ging er (Schmidt) auf meinen (Ludwigs) Entschluß ein, daß ich mit Hellwerden mit meinen Offizieren und Soldaten den Weg in die Gefangenschaft gehen und dafür Sorge tragen wolle, daß um 8 Uhr ein höherer russischer Offizier sich vor dem >>Kaufhaus<< einfinden werde.“ „Sekunden später stand ich kopfschüttelnd allein im dämmerigen Kellergewölbe des Gefechtstandes Paulus. Dies also war der Abschluss eines  >>Kampfes bis zur letzten Patrone<<, den Herr Schmidt ständig im Munde geführt hatte! Tief niedergeschlagen, dann aber auch mit anderem Blick in die Zukunft ging ich langsam über den >>Roten Platz<<, den Weg zu meinen Kameraden. Am nächsten Morgen endete, wie besprochen, die Tragödie von Stalingrad!“
Als Kommandeur der 14. Panzer-Division geriet er am 31. Januar 1943 in Stalingrad in Kriegsgefangenschaft. Nach eigenen Angaben begab er sich in Gefangenschaft, nachdem er am Tag zuvor die Kapitulation seiner Kampftruppe mit der gegenüberliegenden sowjetischen Division vereinbart hatte. Noch im gleichen Jahr wurde er Mitglied des Nationalkomitees „Freies Deutschland“ und trat später in verschiedenen Lagern als deren Bevollmächtigter auf. Im Zuge einer zunehmenden Verstärkung der deutschen Polizeikräfte in der sowjetischen Besatzungszone wurde im Frühjahr 1948 auch die Schaffung kasernierter Polizeieinheiten beschlossen. Für diese wurde Führungspersonal benötigt, welches auch unter den deutschen Kriegsgefangenen in der Sowjetunion geworben werden sollte. Dazu wurden im Frühsommer 1948 etwa 150 Wehrmachtsoffiziere, darunter auch Ludwig, in der Zentralen Antifa-Schule in Krasnogorsk zusammengezogen. Den Teilnehmern wurde eine schnelle Rückkehr in die Heimat versprochen, wenn sie sich im Gegenzug für einen Dienst in der ostdeutschen Polizei verpflichteten. So konnte Ludwig im September 1948 im Rahmen einer Aktion, bei der 5 Generäle und 100 Offiziere der Wehrmacht in die sowjetische Besatzungszone entlassen wurden, wieder nach Deutschland zurückkehren. Ludwig wurde in Frankfurt (Oder) von Walter Ulbricht begrüßt, der ihn nach seinen Zukunftsplänen fragte. Er sagte Ulbricht, dass er zurück nach Thal bei Eisenach gehen und sich dort als Kraftfahrer bei den EMW-Werken bewerben werde, worauf Ulbricht ihm antwortete: „Na, daraus wird wohl nichts werden. Ich denke, dass sich für Sie etwas anderes finden lassen wird.“

### Politiker und Militär in der SBZ/DDR
Ludwig trat in die Deutsche Volkspolizei ein. Mit Dienstbeginn 1. Oktober 1948 wurde Ludwig mit dem VP-Dienstgrad Kommandeur (Oberstleutnant) Stabschef der Hauptabteilung Grenzpolizei/Bereitschaften für das Land Thüringen mit Sitz in Weimar. Im Zuge der Zentralisierung der Polizei in der SBZ war Ludwig aber bereits kurze Zeit später direkt der Deutschen Verwaltung des Inneren in Berlin unterstellt. Gleichzeitig war er an der Gründung der National-Demokratischen Partei Deutschlands (NDPD) in Thüringen beteiligt und wurde deren Stellvertretender Vorsitzender. Bis zum September 1949 führte er als Vorsitzender den NDPD-Landesverband Thüringen. Im Zuge der Trennung von Grenzpolizei und kasernierter Bereitschaften mit Beschluss vom 20. Juli 1949 wurde Ludwig nach Berlin versetzt. Dort bekam Ludwig  Aufgaben im Range eines Inspekteurs der VP bei der neugegründeten Hauptverwaltung Ausbildung.
In Berlin setzte sich auch Ludwigs politische Karriere fort. In der sich am 7. Oktober konstituierenden Provisorischen Volkskammer wurde er Mitglied der NDPD-Fraktion. Ab 1950 gehörte er dem Landtag von Mecklenburg an. Vom 13. Juli bis 17. November 1950 hatte er dort das Amt des Ministers der Justiz und vom 18. November 1950 bis 25. Juli 1952 das Amt des Ministers für Handel und Versorgung inne. Dabei arbeitete er in den mecklenburgischen Landesregierungen unter den Ministerpräsidenten Wilhelm Höcker, Kurt Bürger und Bernhard Quandt. Ab 1951 übernahm Ludwig den Vorsitz des Landesverbands Mecklenburg der NDPD, zudem wurde er Mitglied des Hauptausschusses der Partei in Berlin, was er bis 1955 blieb. Er war außerdem Mitglied des Freien Deutschen Gewerkschaftsbundes, der FDJ und des Landesvorstands Mecklenburg der Vereinigung der Verfolgten des Naziregimes.
Von August 1952 bis Januar 1953 gehörte Ludwig dem Bezirkstag Rostock an. Er war Stellvertreter des Vorsitzenden des Rates des Bezirks Rostock.
Neben seiner politischen Arbeit absolvierte Ludwig von 1951 bis 1953 ein Fernstudium an der Deutschen Verwaltungsakademie Walter Ulbricht in Forst Zinna und Potsdam.

### Dienst in der NVA, Tod und Nachkommen
Im Februar 1953 trat Ludwig der Kasernierten Volkspolizei bei und wurde im Monat darauf Chef der Verwaltung Schutzdienst/Gasschutz im Ministerium des Innern der DDR. Ab 1956 war er Oberst der Nationalen Volksarmee (NVA) und leitete die Verwaltung „Chemische Truppen“ im Ministerium für Nationale Verteidigung. 1958 wurde er wie andere ehemalige Offiziere der Wehrmacht aus dem aktiven Dienst der NVA entlassen, obwohl eine MfS-Überwachung im Vorjahr keine Verdachtsmomente für eine „politisch-feindliche Einstellung oder Handlung der Familie Ludwig“ ergeben hatte. 1959 wurde Ludwig mit dem Vaterländischen Verdienstorden in Silber ausgezeichnet.
Nach langer Krankheit verstarb Ludwig mit 72 Jahren in Berlin.
Ludwig war seit 1929 mit der Apothekertochter Eva (1907–1995), geb. Behrend, verheiratet. Sie war von 1950 bis 1963 ebenfalls Mitglied der NDPD. Aus der Ehe gingen zwei Kinder hervor.

## Auszeichnungen
- 1942: Eisernes Kreuz 1. und 2. Klasse
- 1942: Deutsches Kreuz in Gold
- 1959: Vaterländischer Verdienstorden in Silber
- 1969: Kampforden „Für Verdienste um Volk und Vaterland“ in Gold
- 1969: Medaille für Kämpfer gegen den Faschismus 1933 bis 1945